# 张宿 (唐朝)
张宿（8世纪—818年），唐朝官员。
张宿本来是布衣诸生。宪宗李纯为广陵王时，通过军使张茂宗的推荐，出入广陵王邸第。李纯被立为太子，张宿被召对东宫。结交权贵，四方赂遗满门。担任左拾遗。因为泄漏禁中语，贬为郴州郴县县丞。十余年后征入朝中，历任赞善大夫、左补阙、比部员外郎。宰相李逢吉讨厌他，多次对唐宪宗说张宿狡谲，让他担任濠州刺史。张宿请求留在京师，唐宪宗追回任命，想让他担任谏议大夫，李逢吉反对，宪宗以李逢吉为剑南东川节度使。以张宿权知谏议大夫，不久正式任命。张宿于是和皇甫镈勾结，诬陷朝官；交结宦官，以图升迁。元和十三年正月，充淄青宣慰使，至东都，暴病而亡，赠秘书监。

## 延伸阅读
[在维基数据编辑]
 《舊唐書/卷154》，出自刘昫《舊唐書》
 《新唐書/卷175》，出自《新唐書》